# Circondario dello Zollernalb
Il circondario dello Zollernalb (in tedesco Zollernalbkreis) è uno dei circondari dello stato tedesco del Baden-Württemberg.
Fa parte del distretto governativo di Tubinga.

## Città e comuni
(Abitanti il 31 dicembre 2022)
| Città 1. Albstadt (Grande città circondariale) (46 422) 2. Balingen (Grande città circondariale) (34 945) 3. Burladingen (12 273) 4. Geislingen (5 957) 5. Haigerloch (10 968) 6. Hechingen (19 439) 7. Meßstetten (11 560) 8. Rosenfeld (6 547) 9. Schömberg (4 741) | Comuni 1. Bisingen (9 844) 2. Bitz (3 785) 3. Dautmergen (450) 4. Dormettingen (1 099) 5. Dotternhausen (1 830) 6. Grosselfingen (2 178) 7. Hausen am Tann (496) 8. Jungingen (1 375) 9. Nusplingen (1 865) 10. Obernheim (1 487) 11. Rangendingen (5 349) 12. Ratshausen (764) 13. Straßberg (2 480) 14. Weilen unter den Rinnen (598) 15. Winterlingen (6 336) 16. Zimmern unter der Burg (447) |